# 施佩克爾巴赫河
50°5′54.13″N 9°27′36.47″E / 50.0983694°N 9.4601306°E

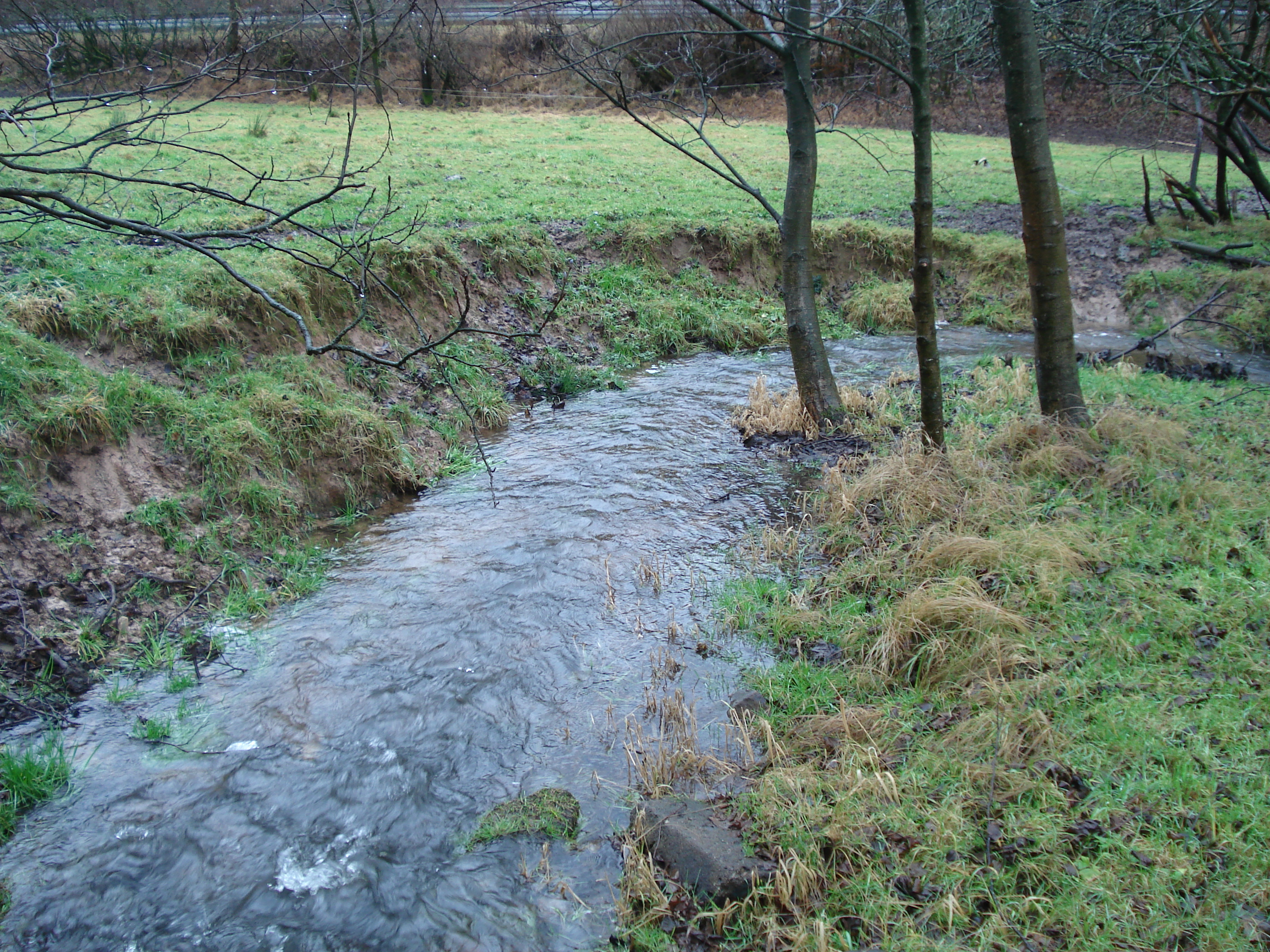

施佩克爾巴赫河（德語：Sperkelbach），是德國的河流，位於該國中部，由黑森州負責管轄，屬於哈芬洛爾河的左支流，河道全長1.9公里，流域面積4.8平方公里。